# 21460 Ryozo
21460 Ryozo (1998 HP52) là một tiểu hành tinh vành đai chính được phát hiện ngày 30 tháng 4 năm 1998 bởi T. Okuni ở Nanyo.